# Seseli tschuiliense
Seseli tschuiliense là một loài thực vật có hoa trong họ Hoa tán. Loài này được Pavlov ex Korovin miêu tả khoa học đầu tiên năm 1929.